# The Circle of Life
The Circle of Life je v pořadí čtvrté studiové album německé power metalové skupiny Freedom Call. Album vyšlo 21. března 2005.

## Seznam skladeb
| Pořadí         | Název                | Délka |
| -------------- | -------------------- | ----- |
| 1.             | Mother Earth         | 4:31  |
| 2.             | Carry On             | 3:30  |
| 3.             | The Rhytm Of Life    | 3:41  |
| 4.             | Hunting High and Low | 4:00  |
| 5.             | Starlight            | 3:41  |
| 6.             | The Gathering        | 1:24  |
| 7.             | Kings & Queens       | 3:48  |
| 8.             | Hero Nation          | 4:55  |
| 9.             | High Enough          | 5:48  |
| 10.            | Starchild            | 5:11  |
| 11.            | The Eternal Flame    | 4:25  |
| 12.            | The Circle of Life   | 5:56  |
| Celková délka: | Celková délka:       | 50:57 |

## Obsazení
- Chris Bay - kytara, zpěv, klávesy
- Cédric Dupont - kytara
- Ilker Ersin - basová kytara
- Nils Neumann - klávesy
- Dan Zimmermann - bicí